# Yang Qi
Yang Qi (* 13. April 1991) ist eine ehemalige chinesische Leichtathletin, die sich auf den 400-Meter-Hürdenlauf spezialisiert hat.

## Sportliche Laufbahn
Erste internationale Erfahrungen sammelte Yang Qi im Jahr 2009, als sie bei den Asienmeisterschaften in Guangzhou in 59,62 s den vierten Platz belegte. Im Jahr darauf erreichte sie bei den Asienspielen ebendort in 58,67 s Rang acht und 2011 gewann sie bei den Asienmeisterschaften in Kōbe in 56,69 s die Silbermedaille hinter der Japanerin Satomi Kubokura. Anschließend schied sie bei der Sommer-Universiade in Shenzhen mit 57,91 s in der ersten Runde aus und gewann mit der chinesischen 4-mal-400-Meter-Staffel in 3:34,09 min die Bronzemedaille hinter den Teams aus Russland und dem Vereinigten Königreich. 2013 bestritt sie in Shenyang ihren letzten Wettkampf und beendete daraufhin ihre Karriere als Leichtathletin im Alter von 22 Jahren.
2012 wurde Yang chinesische Meisterin über 400 m Hürden sowie 2011 Hallenmeisterin im 400-Meter-Lauf.

## Persönliche Bestzeiten
- 400 Meter: 54,96 s, 27. Mai 2012 in Zibo
  - 400 Meter (Halle): 54,61 s, 10. März 2012 in Chengdu
- 400 m Hürden: 56,65 s, 24. Juni 2012 in Fuzhou